# Kaiantxa
Kaiantxa (en rus: Каянча) és un poble de la república de l'Altai, a Rússia. Pertany al districte d'Ongudai.